# Miha Zajc
Miha Zajc (Šempeter pri Gorici, 1 de julio de 1994) es un futbolista esloveno que juega de centrocampista en el G. N. K. Dinamo Zagreb de la Primera Liga de Croacia.

## Selección nacional
Zajc fue internacional en todas las categorías inferiores de la selección de fútbol de Eslovenia hasta su debut en 2016 con la selección absoluta.
Su primer gol llegó el 2 de junio de 2018 en un amistoso frente a la selección de fútbol de Montenegro. Su segundo gol lo marcó en el estreno de su selección en la Liga de Naciones de la UEFA 2018-19, siendo así el primer gol de la historia de Eslovenia en dicha competición. Eslovenia perdió dicho partido por 1-2 ante la selección de fútbol de Bulgaria.

## Clubes
| Club                              | País      | Año       |
| --------------------------------- | --------- | --------- |
| N. K. Interblock                  | Eslovenia | 2012      |
| N. K. Olimpija Ljubljana (cedido) | Eslovenia | 2012      |
| N. K. Celje (cedido)              | Eslovenia | 2013-2014 |
| N. K. Olimpija Ljubljana          | Eslovenia | 2014-2017 |
| Empoli F. C.                      | Italia    | 2017-2019 |
| Fenerbahçe S. K.                  | Turquía   | 2019-2025 |
| Genoa C. F. C. (cedido)           | Italia    | 2020-2021 |
| Toulouse F. C. (cedido)           | Francia   | 2024-2025 |
| G. N. K. Dinamo Zagreb            | Croacia   | 2025-     |

## Palmarés

### Títulos nacionales
| Título          | Club             | País    | Año  |
| --------------- | ---------------- | ------- | ---- |
| Copa de Turquía | Fenerbahçe S. K. | Turquía | 2023 |

### Distinciones individuales
| Distinción                     | Año              |
| ------------------------------ | ---------------- |
| Once ideal de la Liga eslovena | 2014-15, 2015-16 |